# Camiguin-szigeti héjabagoly
A Camiguin-szigeti héjabagoly (Ninox leventisi) a madarak (Aves) osztályának bagolyalakúak (Strigiformes) rendjébe, ezen belül a bagolyfélék (Strigidae) családjába tartozó faj.

## Rendszertana
Korábban úgy vélték, hogy a fülöp-szigeteki héjabagoly (Ninox philippensis) egyik alfaja, azonban 2012 közepetájékán Pamela Cecile Rasmussen amerikai ornitológusnő és társai, kutatások során rájöttek, hogy valójában egy külön, önálló bagolyfajról van szó. A fülöp-szigeteki héjabaglyot és a Camiguin-szigeti héjabaglyot az „énekükről” és az utóbbinak a szürkéskék szeméről lehet megkülönböztetni.
A holotípus egy tojó, melyet a Catarman-hegységben gyűjtöttek be és a FMNH 284397 tároló számot kapta.

## Előfordulása
A Camiguin-szigeti héjabagoly előfordulási területe kizárólag, csak a Fülöp-szigetekhez tartozó Camiguin-szigetre korlátozódik.

## Fordítás
- Ez a szócikk részben vagy egészben  a   Camiguin hawk-owl című angol Wikipédia-szócikk ezen változatának fordításán alapul.  Az eredeti cikk szerkesztőit annak laptörténete sorolja fel. Ez a jelzés csupán a megfogalmazás eredetét és a szerzői jogokat jelzi, nem szolgál a cikkben szereplő információk forrásmegjelöléseként.